# FK Jug Sarajevo
FK Jug Sarajevo je nogometni klub iz Sarajeva, Bosne i Hercegovine. Trenutno se natječe u Prvoj nogometnoj ligi Sarajevske županije.

## Povijest
Klub je osnovan 1932. godine. Uspješno je djelovao sve do početka Dugog svjetskog rata. Ponovo se aktivirao 1959. godine kao Sportsko društvo u čijem sastavu su bili nogometni, šahovski, stolnoteniski i košarkaški odjeli.

## Uspjesi
- Prva nogometna liga Sarajevske županije
  -  (1): 2016./17.

## Vanjske poveznice
- FK Jug na fsks.ba  Arhivirana inačica izvorne stranice od 11. srpnja 2019. (Wayback Machine)